# Milwaukee Bucks 1970-1971
La stagione 1970-71 dei Milwaukee Bucks fu la 3ª nella NBA per la franchigia.
I Milwaukee Bucks vinsero la Midwest Division della Western Conference con un record di 66-16. Nei play-off vinsero la semifinale di conference con i San Francisco Warriors (4-1), la finale di conference con i Los Angeles Lakers, vincendo poi il titolo battendo nella finale NBA i Baltimore Bullets (4-0).

## Western Conference
| Squadra           | V  | P  | %    | GB |
| ----------------- | -- | -- | ---- | -- |
| Milwaukee Bucks C | 66 | 16 | 80,5 | -  |
| Chicago Bulls     | 51 | 31 | 62,2 | 15 |
| Phoenix Suns      | 48 | 34 | 58,5 | 18 |
| Detroit Pistons   | 45 | 37 | 54,9 | 21 |

## Roster
| \| Pos. \| Num. \| Naz. \| Nome \| Altezza \| Peso \| Data nascita \| Provenienza \| \| ---- \| ----- \| ---- \| -------------------- \| ------- \| ------ \| ------------ \| ---------------- \| \| C \| 33 \| \| Abdul-Jabbar, Kareem \| 218 cm \| 102 kg \| 16-04-1947 \| UCLA \| \| G \| 7 \| \| Allen, Lucius \| 188 cm \| 79 kg \| 26-09-1947 \| UCLA \| \| A \| 20 \| \| Boozer, Bob \| 203 cm \| 98 kg \| 26-04-1937 \| Kansas State \| \| C \| 19 \| \| Cunningham, Dick \| 208 cm \| 111 kg \| 11-07-1946 \| Murray State \| \| G/AP \| 10 \| \| Dandridge, Bob \| 198 cm \| 88 kg \| 15-11-1947 \| Norfolk State \| \| A \| 17-27 \| \| Freeman, Gary \| 206 cm \| 95 kg \| 25-07-1948 \| Oregon State \| \| A \| 18 \| \| Greacen, Bob \| 201 cm \| 93 kg \| 15-09-1947 \| Rutgers \| \| G/AP \| 14 \| \| McGlocklin, Jon \| 196 cm \| 93 kg \| 10-06-1943 \| Indiana \| \| A/C \| 35 \| \| McLemore, McCoy \| 201 cm \| 104 kg \| 03-04-1942 \| Drake \| \| G/AP \| 1 \| \| Robertson, Oscar \| 196 cm \| 93 kg \| 24-11-1938 \| Cincinnati \| \| A \| 4 \| \| Smith, Greg \| 196 cm \| 88 kg \| 28-01-1947 \| Western Kentucky \| \| G \| 8 \| \| Webb, Jeff \| 193 cm \| 77 kg \| 06-07-1948 \| Kansas State \| \| G \| 5 \| \| Winkler, Marv \| 185 cm \| 74 kg \| 18-02-1948 \| Louisiana \| \| G \| 6 \| \| Zopf, Bill \| 185 cm \| 77 kg \| 07-06-1948 \| Duquesne \| | Allenatore - Larry Costello Assistente/i - Tom Nissalke - Arnie Garber Legenda - (C) Capitano - (FA) Free agent - (S) Sospeso - (TW) Contratto Two-way - (GL) Assegnato a squadra G League affiliata - Infortunato Roster • Transazioni · Ultima transazione: 8 giugno 1971 |                        |                      |         |        |              |                  |
| Pos. | Num. | Naz.                   | Nome                 | Altezza | Peso   | Data nascita | Provenienza      |
| C | 33 | Stati Uniti (bandiera) | Abdul-Jabbar, Kareem | 218 cm  | 102 kg | 16-04-1947   | UCLA             |
| G | 7 | Stati Uniti (bandiera) | Allen, Lucius        | 188 cm  | 79 kg  | 26-09-1947   | UCLA             |
| A | 20 | Stati Uniti (bandiera) | Boozer, Bob          | 203 cm  | 98 kg  | 26-04-1937   | Kansas State     |
| C | 19 | Stati Uniti (bandiera) | Cunningham, Dick     | 208 cm  | 111 kg | 11-07-1946   | Murray State     |
| G/AP | 10 | Stati Uniti (bandiera) | Dandridge, Bob       | 198 cm  | 88 kg  | 15-11-1947   | Norfolk State    |
| A | 17-27 | Stati Uniti (bandiera) | Freeman, Gary        | 206 cm  | 95 kg  | 25-07-1948   | Oregon State     |
| A | 18 | Stati Uniti (bandiera) | Greacen, Bob         | 201 cm  | 93 kg  | 15-09-1947   | Rutgers          |
| G/AP | 14 | Stati Uniti (bandiera) | McGlocklin, Jon      | 196 cm  | 93 kg  | 10-06-1943   | Indiana          |
| A/C | 35 | Stati Uniti (bandiera) | McLemore, McCoy      | 201 cm  | 104 kg | 03-04-1942   | Drake            |
| G/AP | 1 | Stati Uniti (bandiera) | Robertson, Oscar     | 196 cm  | 93 kg  | 24-11-1938   | Cincinnati       |
| A | 4 | Stati Uniti (bandiera) | Smith, Greg          | 196 cm  | 88 kg  | 28-01-1947   | Western Kentucky |
| G | 8 | Stati Uniti (bandiera) | Webb, Jeff           | 193 cm  | 77 kg  | 06-07-1948   | Kansas State     |
| G | 5 | Stati Uniti (bandiera) | Winkler, Marv        | 185 cm  | 74 kg  | 18-02-1948   | Louisiana        |
| G | 6 | Stati Uniti (bandiera) | Zopf, Bill           | 185 cm  | 77 kg  | 07-06-1948   | Duquesne         |

## Staff tecnico
- Allenatore: Larry Costello
- Vice-allenatore: Tom Nissalke
- Preparatore atletico: Arnie Garber